# بليند إس
بليند أس (ブレンド・S Burendo Esu) هي مانغا يابانية كتابة ورسم ميوكي ناكاياما. ظهرت لأول مرة على مجلة مانغا تايم تيرارا كارات تابعة لهويبونشا من عدد أكتوبر 2013، حصلت المانغا على أنمي من إنتاج أيه-1 بكتشرز مكون من 12 حلقة عرض في خريف 2017.

## الشخصيات
- مايكا ساكورانوميا (桜ノ宮 苺香 Sakuranomiya Maika؟)

أداء صوتي: أزومي واكي 
- كاهو هيناتا (日向 夏帆 Hinata Kaho؟)

أداء صوتي: أكاري كيتو
- مافويو هوشيكاوا (星川 麻冬 Hoshikawa Mafuyu؟)

أداء صوتي: أنزو هارونو

## الوسائط

### المانغا
بليند أس لديه 5 مجلدات مانغا حتى الآن مكتوبة ومرسومة من قبل ميوكي ناكاياما. 

### الأنمي
تم تبني المانغا لتحويلها إلى سلسلة أنمي من قبل المخرج ريوجي ماسوياما وإنتاج استوديو أيه-1 بكتشرز. عرض الأنمي في أكتوبر 2017 لغاية ديسمبر من العام نفسه.  

## وصلات خارجية
- Anime official website (باليابانية)
- بليند إس على موقع ميوزك برينز (الإنجليزية)
- بليند إس على موقع ANN manga (الإنجليزية)